# Iglesia de San José (Sarajevo)
La Iglesia de San José (en croata: Crkva svetog Josipa) es una iglesia católica en la ciudad de Sarajevo, la capital del país europeo de Bosnia y Herzegovina. Fue declarada monumento nacional de Bosnia y Herzegovina en 2008.
Fue construida entre 1936 y 1940, está dedicada a San José, siendo consagrada el 31 de marzo de 1940, como una obra del arquitecto Karel Pařík y en el estilo del neo-romanticismo.